# Fort Irwin

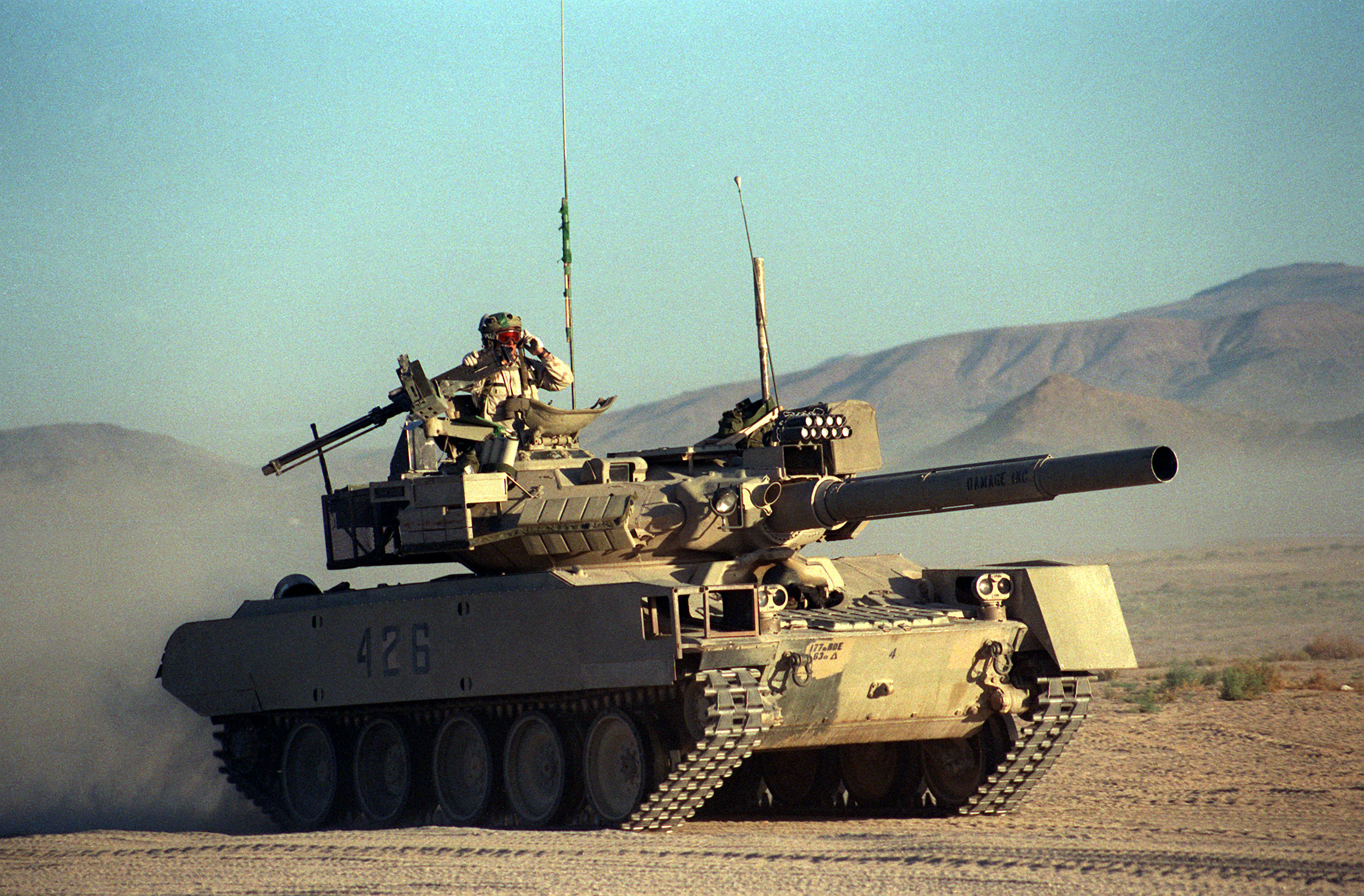
M551 Sheridan simulant un T-80 en 1993 à Fort Irwin.

Le centre d'entraînement national de Fort Irwin (Fort Irwin National Training Center en anglais) est l'un des grands centres d'entraînement des forces armées des États-Unis. Il est situé dans le désert des Mojaves au nord du comté de San Bernardino en Californie et fait partie des United States Army Installation Management Command. Le Bicycle Lake Army Airfield, base aérienne dépendant de l'United States Army, est situé à proximité immédiate.
Le Centre National d'Entrainement (NTC) y est installé. Le 11e Régiment de cavalerie blindée (US army) y tient le rôle d'OPFOR.

## Dans la culture populaire
La base a accueilli le tournage de plusieurs films comme Hair (1979) de Miloš Forman ou A Journal for Jordan (2021) de Denzel Washington.